# شينغتشينغ
شينغتشينغ (بالصينية: 兴城市) هي مدينة على مستوى مقاطعة، في الصين، تقع في هولوداو، وجينتشو، وجينتشو، بلغ عدد سكانها 546,176 نسمة وذلك حسب إحصائيات سنة 2010، تبلغ مساحتها 2,147 كيلومتر مربع، رمزها البريدي هو 125100.

## التقسيمات الإدارية
- Sijiatun Subdistrict  [لغات أخرى]‏
- Yang'an Manchu Ethnic Township  [لغات أخرى]‏
- Yuantaizi Manchu Ethnic Township  [لغات أخرى]‏
- Baita Manchu Ethnic Township  [لغات أخرى]‏
- Wanhai Manchu Ethnic Township  [لغات أخرى]‏
- Liutaizi Manzu Township  [لغات أخرى]‏
- Dazhai Manchu Ethnic Township  [لغات أخرى]‏
- Nandashan Manzu Township  [لغات أخرى]‏
- Weiping Manzu Township  [لغات أخرى]‏
- Gaojialing Manzu Township  [لغات أخرى]‏
- Jianchang Manzu Township  [لغات أخرى]‏
- Sandaogou Manzu  Township  [لغات أخرى]‏
- Hongyazi, Liaoning [الإنجليزية]‏
- Jiumen Manzu Township  [لغات أخرى]‏
- Yaowang Manzu  Township  [لغات أخرى]‏
- Xudabao Township  [لغات أخرى]‏.

## أعلام
- يانغ يوي
- نورهس